# Saccogyna
Saccogyna, rod jetrenjarki smješten u vlastitu porodicu Saccogynaceae.

## Vrste
1. Saccogyna ligulata Steph.
2. Saccogyna subacuta Steph.
3. Saccogyna tridens Steph.
4. Saccogyna viticulosa (L.) Dumort.